# 王任叔故居
29°30′28.1″N 121°18′06.2″E / 29.507806°N 121.301722°E
王任叔故居是浙江省宁波市奉化区境内一处名人故居，是中国现代作家王任叔的故居。故居位于大堰镇，原为原王钫故居大院的右厢房，1916年王任叔与张福娥结婚时所建，建筑结构为重檐硬山顶，含二间一弄，前后天井。1970年，王任叔受迫害回乡，在此完成了《印度尼西亚近代史》。
2001年，王任叔故居成为奉化市文物保护单位，2005年成为第五批浙江省文物保护单位。